# 攸水
攸水，是中国长江流域的一条河流，汇入洣水，属于湘江水系。河长116千米，流域面积1192平方千米，多年平均流量33立方米每秒。自然落差395米。水能理论蕴藏量2万千瓦。